# Bibliothèque de Sciences Po
Bibliothèque de Sciences Po je knihovna Pařížského institutu politických věd (Sciences Po) založená v roce 1871. Sídlí na několika místech v Paříži i mimo město. Její centrála se nachází v budově školy na ulici Rue Saint-Guillaume v 7. obvodu.

## Charakteristika
Knihovna se specializuje na společenské vědy. Její hlavní poslání je podporovat výuku a výzkum na škole Sciences Po, ovšem jako vědecká knihovna slouží též množství jiných čtenářů z Francie i ze zahraničí, jejichž výzkum odůvodňuje přístup k jejím sbírkám.
Knihovní fond tvoří tištěnou produkci, digitální knihovnu a rozličné audiovizuální dokumenty. Její sbírky odpovídají mezinárodnímu postavení instituce, takže obsahují ze 40 % dokumenty vydané ve francouzštině, 40 % v angličtině a 20 % v dalších evropských jazycích.
Knihovna je Shromažďovacím a zpřístupňovacím centrem vědeckých a technických informací (Centre d'acquisition et de diffusion de l'information scientifique et technique) v oblasti politických věd přidruženým k Francouzské národní knihovně.
Je napojená na mezinárodní knihovnické sítě LIBER a NEREUS a přispívá aktivně na portál Economists Online díky archivu SciencesPo SPIRE.
V září 2010 knihovna otevřela šest nových čítáren v ulici Rue Saint-Guillaume č. 27 v knihovně Bibliothèque René Rémond. Je zde k dispozici skoro 960 studijních míst a 86 000 dokumentů v přímém výběru.
Knihovna má celkem tři sídla v Paříži a šest dalších v kampusech mimo hlavní město. Každodenně ji navštíví 11 600 čtenářů, z toho více než 2000 v 10 čítárnách v Paříži. Knihovna uchovává 930 000 tištěných svazků a zpřístupňuje 20 100 digitálních dokumentů.